# 西和县
西和县是中华人民共和国甘肃省陇南市下属的一个县。五胡十六國時期前仇池和後仇池的國都仇池城即位於西和縣。

## 行政区划
西和县下辖16个镇、4个乡：
汉源镇、长道镇、何坝镇、姜席镇、石峡镇、洛峪镇、西峪镇、马元镇、大桥镇、十里镇、石堡镇、兴隆镇、苏合镇、卢河镇、稍峪镇、西高山镇、晒经乡、蒿林乡、太石河乡和六巷乡。

## 教育
境内的西和县第一中学为陇南市示范高中。

## 文化
西和县境内大桥乡仇池山，历史上因军、寇经常驻扎，故又称大山寨。西北师范大学的赵逵夫教授认为仇池山即《山海经》所载“常羊之山”。仇池山是中国人文始祖三皇之一的伏羲的诞生地。
西和县于2007年被中国民间文艺家协会评为“中国乞巧文化之乡”。

## 特产
西和半夏：中国地理标志产品。